# Krokodil Gena
Krokodil Gena (russisk: Крокодил Гена) er en sovjetisk animationsfilm fra 1969 af Roman Katjanov.
Filmen er den første i en serie af sovjetiske film baseret på  karaktererne i Eduard Uspenskijs børnebog "Krokodillen Gena og hans venner" fra 1960'erne og blev efter efterfulgt af Tjeburasjka (1971), Sjapokljak (1974) og Tjeburasjka idjot v sjkolu (Tjeburasjka går i skole, 1983). En russisk genindspilning fra 2013, Tjeburasjka opnåede stor succes og blev den mest indtjenende film i Rusland nogensinde. 

## Medvirkende
- Vasilij Livanov som Gena
- Klara Rumjanova som Tjeburasjka
- Vladimir Rautbart som Sjapokljak
- Vladimir Kenigson
- Tamara Dmitrieva som Galja